# Болдырев, Сергей Александрович (архитектор)
Сергей Александрович Болдырев (8 июля 1905, Переславль-Залесский, Владимирская губерния — 1978, Москва) — советский архитектор-градостроитель. Заслуженный строитель РСФСР (1966).

## Биография
Родился 8 июля 1905 года в Переславле-Залесском в семье служащего. С 1923 по 1930 год учился в московском ВХУТЕМАСе-ВХУТЕИНе на архитектурном факультете.
Начал трудовую деятельность в 1921 году в декоративных мастерских. С 1928 года работал в градостроительных организациях Москвы.
В годы Великой Отечественной войны служил в службе МПВО в звании техника-лейтенанта.
В 1944—1947 годах работал автором-архитектором мастерской генплана. Участвовал в разработке десятилетнего плана развития Москвы. В 1947—1950 годах — главный инженер и исполняющий обязанности начальника мастерской № 1 Управления архитектуры Москвы. В 1951—1953 годах — руководитель мастерской свободного генплана № 1. В 1953—1961 годах — руководитель мастерских № 2 и № 7 Института Генплана Москвы. В 1955—1958 годах — старший советник по разработке генплана Пекина. В 1961—1962 годах — заместитель руководителя мастерской № 7 Управления по проектированию Всемирной выставки 1967 года в Москве. В 1962—1974 годах — главный архитектор проектов мастерской № 1 НИиПИ Генплана Москвы.
Член Союза архитекторов СССР с 1932 года. Член КПСС с 1946 года.
Персональный пенсионер. Жил в Москве по адресу: 2-й Беговой проезд, дом 7. Умер в 1978 году.
Рисунки С. А. Болдырева находятся в собрании музея МАРХИ.

## Награды и звания
- Заслуженный строитель РСФСР (1966)[5][3]
- Орден Трудового Красного Знамени (1947)[5][8]
- Медаль «За оборону Москвы» (1944)[5][8]
- Медаль «За победу над Германией в Великой Отечественной войне 1941—1945 гг.» (1945)[5][8]
- Медаль «За доблестный труд в Великой Отечественной войне 1941—1945 гг.» (1946)[5][8]
- Медаль «В память 800-летия Москвы» (1948)[5][8]
- Медаль «В ознаменование 100-летия со дня рождения Владимира Ильича Ленина»[5]
- Медаль «Китайско-советская дружба» (1957)[8]